# Centre de développement de l'e-gouvernement
Le Centre de développement du gouvernement électronique (en azerbaïdjanais: Elektron hökumətin inkişaf mərkəzi) est une entité juridique publique qui fournit des services électroniques gouvernementaux aux citoyens et aux non-citoyens. Le Centre est subordonné à l'Agence nationale pour le service public et les innovations sociales. Le service utilise les technologies numériques et met en place l'administration électronique pour rendre les services de l'État plus efficaces, garantir la disponibilité des services et améliorer le niveau de vie des citoyens.

## Histoire
Le service a été mis en place par le décret présidentiel n ° 1885 intitulé «A propos du développement de l'e-gouvernement et des mesures liées à la transition vers un gouvernement numérique» du 14 mars 2018.

## Activités
L'échange d'informations entre les entités gouvernementales et les services électroniques est mis en œuvre par le Centre de développement de l'administration électronique via le portail «e-Gov». Les services gouvernementaux électroniques, les services liés à la délivrance de visas en ligne et les systèmes de paiement numérique sont ses principales activités. Le centre aide à numériser les relations entre les citoyens, les entreprises et les agences gouvernementales. Il fonctionne sur la base d'un système à guichet unique. Conformément au décret présidentiel n ° 263 signé le 12 septembre 2018, le service met en œuvre des projets sur trois projets principaux. Il surveille, analyse et prépare les budgets. Des services électroniques centralisés sont fournis dans ces domaines.

## Projets
Le service surveille les performances du paiement ASAN, du visa ASAN, du Wi-Fi ASAN, de Finance ASAN  et d'autres projets pertinents.

### Portail e-gouvernement
Le portail a commencé à fonctionner sous la direction de l'Agence nationale pour le service public et les innovations sociales sous le président de la République d'Azerbaïdjan, conformément au décret n ° 1885.
Le portail e-gouvernemental est principalement chargé d'appliquer les principes du système de guichet unique pour permettre aux citoyens d'accéder aux agences gouvernementales.
Les services G2C, B2C et G2B sont mis en œuvre par le service et disponibles à tout moment pour les deux entrepreneurs, les agences d'État.

### Paiement ASAN
Le paiement ASAN a commencé à fonctionner par décret signé le 11 février 2015 n ° 463. Le système permet aux citoyens de payer des amendes, des frais, un crédit-bail et d'autres obligations.

### Visa ASAN
ASAN Visa a été établi sur la base du décret n ° 923, signé le 1er juin 2016.
ASAN Visa simplifie la procédure de délivrance de visa pour les non-citoyens qui souhaitent visiter le pays.
Le système fonctionne dans deux directions:
- Fourniture de visas électroniques via le portail des visas électroniques: www.evisa.gov.az
- Fourniture de visas dans les aéroports internationaux situés en Azerbaïdjan

## Relations internationales
Le service coopère avec Türksat (l'opérateur satellite de la République de Turquie), le Service numérique du gouvernement (l'infrastructure numérique nationale du Royaume-Uni), l'Agence turque de coopération et de coordination (TİKA) et le ministère de l'Intérieur et de la Sécurité (Corée du Sud).